# Durfort-Lacapelette
Durfort-Lacapelette é uma comuna francesa na região administrativa de Occitânia, no departamento de Tarn-et-Garonne. Estende-se por uma área de 35,83 km². Em 2010 a comuna tinha 924 habitantes (densidade: 25,8 hab./km²).